# Kakashalalakúak
A kakashalalakúak (Zeiformes) a csontos halak (Osteichthyes) főosztályának sugarasúszójú halak (Actinopterygii) osztályába tartozó rend.

## Rendszerezés
A rendbe az alábbi 3 alrend és 7 család tartozik.
- Caproidei alrendbe 1 család tartozik
  - Disznófejűhal-félék (Caproidae)

- Cyttoidei alrendbe 1 család tartozik
  - Cyttidae

- Zeioidei alrendbe 5 család tartozik
  - Grammicolepididae (Poey, 1873)
  - Oreosomatidae (Bleeker, 1859)
  - Parazenidae (Greenwood et al., 1966)
  - Kakashalfélék (Zeidae) (Latreille, 1825)
    - Kakashal vagy Szent Péter hala (Zeus faber)
    - (Zeus ocellata)

  - Zeniontidae (Myers, 1960)